# Kinder Morgan Louisiana Pipeline
Kinder Morgan Louisiana Pipeline (KMLP) — трубопровід у штаті Луїзіана, який забезпечив з'єднання цілого ряду газопроводів з терміналом для прийому зрідженого природного газу Сабін-Пасс, перетвореним в середині 2010-х років на завод із виробництва ЗПГ на експорт.
Безпосередньо біля Сабін-Пасс газопровід має інтерконектор з системою Natural Gas Pipeline Company of America. По ходу руху на північний схід до округу Еванджелін розташовані сполучення з іншими трубопроводами, що ведуть до регіону Великих Озер та штатів атлантичного узбережжя США — Tennessee Gas Pipeline, Trunkline Pipeline, Texas Gas Transmission, ANR Pipeline, Florida Gas Transmission, Texas Eastern Transmission, Transco та Columbia Gulf Transmission. Крім того, біля Лейк-Чарльз існує перемичка зі ще одним газопроводом, який обслуговує Сабін-Пасс — Sabine Pipeline.
Загальна довжина системи KMLP становить 135 миль, пропускна здатність понад 22 млрд м3 на рік. Задля постачання ресурсу для роботи Сабін-Пасс, перетвореного на завод із зрідження природного газу, трубопровід переведено у бідирекціональний режим.